# Bogdana (Vaslui)
Bogdana è un comune della Romania di 1 818 abitanti, ubicato nel distretto di Vaslui, nella regione storica della Moldavia. 
Il comune è formato dall'unione di 9 villaggi: Arșița, Bogdana, Fîntîna Blănarului, Găvanu, Lacu Babei, Plopeni, Similișoara, Suceveni, Verdeș.